# ویروس کنه
ویروس کنه (به انگلیسی: Thogotovirus) سردهای از خانواده ویروس‌های ارتومیکسوویریده می‌باشد. ویروس‌های کنه می‌توانند در یاخته‌های هردوی مهره‌داران و کنه‌ها رشد و نمو یابند. ویروس‌های کنه به طور معمول اغلب از کنه‌ها به مهره‌داران و منجمله انسان‌ها منتقل می‌شوند. سردهٔ ویروس کنه دارای ۴ گونه می‌باشد، شامل ویروس باتکن (به انگلیسی: Batken virus)، ویروس بوربن (به انگلیسی: Bourbon virus)، ویروس دوری (به انگلیسی: Dhori virus) و ویروس تاگوتو (به انگلیسی: Thogotovirus) می‌باشد.
بر اساس آزمایش‌های انجام شده، ویروس کنه می‌تواند از یک کنه بیمار به یک کنه سالم از طریق تغذیهٔ گروهی از یک خوکچه هندی منتقل گردد، حتی اگر خوکچه هندی دارای هیچگونه نشانه‌ای از ابتلا به ویروس نباشد.
ویروس تاگوتو دارای ۶ آران‌ای می‌باشد و تنها در آفریقا و جنوب اروپا مشاهده شده است. ویروس دوری دارای ۷ آران‌ای می‌باشد و در هند، شرق روسیه، مصر و جنوب پرتغال مشاهده شده است و سبب ایجاد تب و آنسفالیت در مبتلایان می‌شود. ویروس بوربن نخستین بار در شهرستان بوربن، کانزاس در ایالات متحده آمریکا مشاهده شده است و شواهد نشان دهنده کشنده تر بودن این گونه از ویروس‌های کنه در مقایسه با دیگر گونه‌های آن می‌باشد.

## نگارخانه

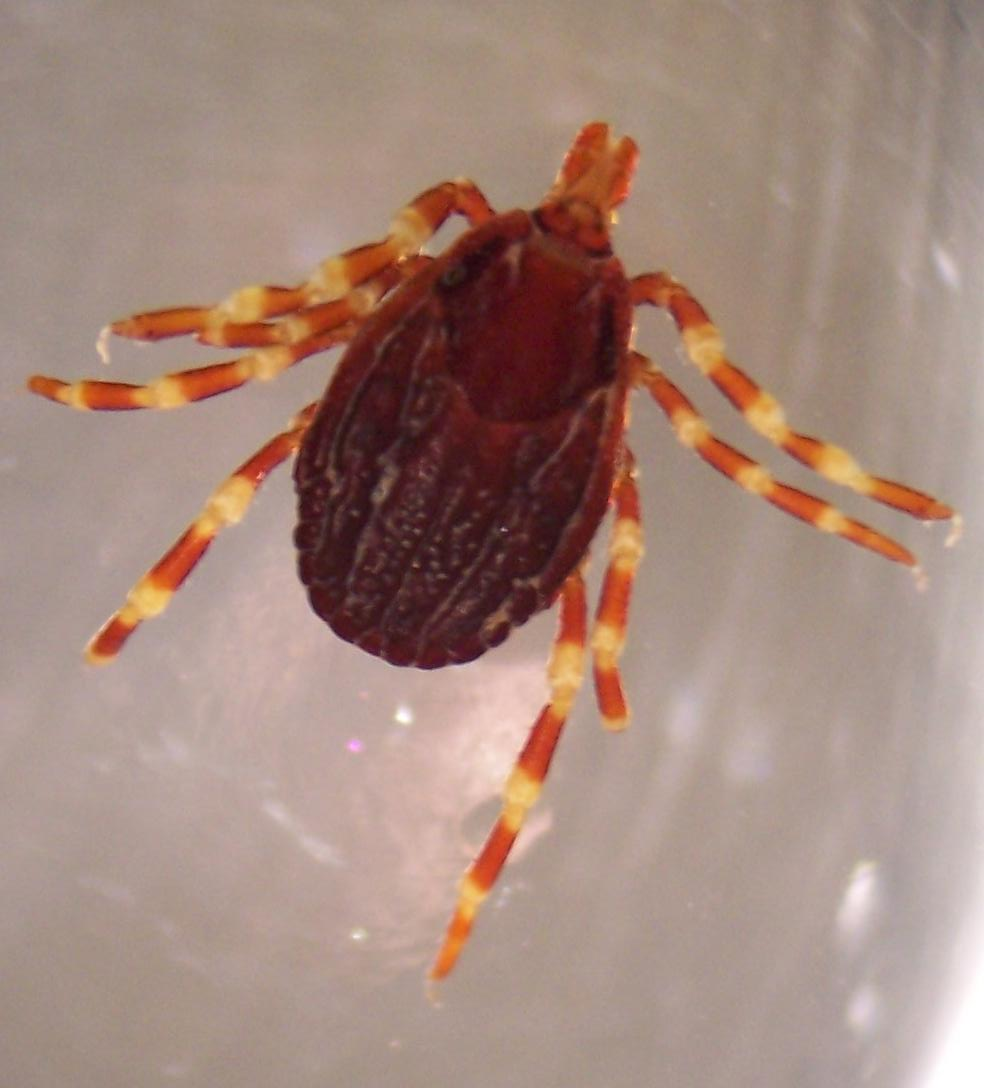
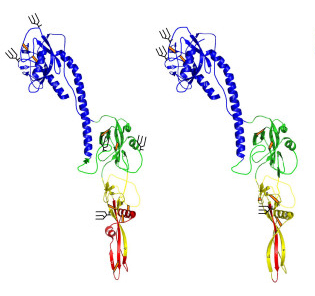
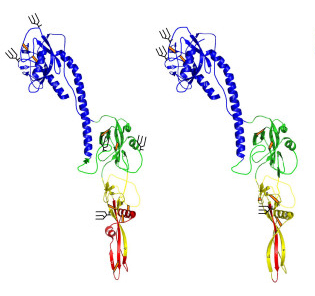
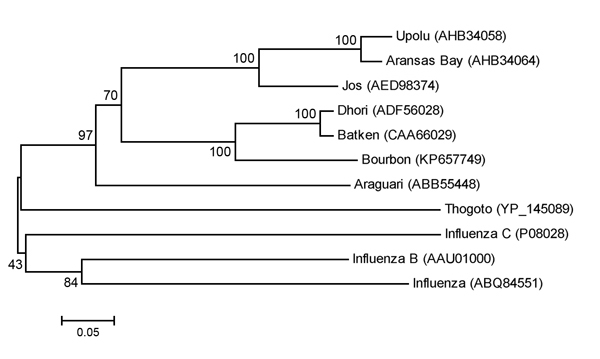
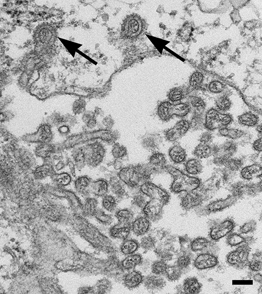
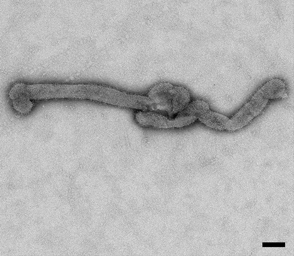
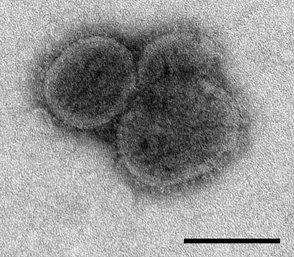